# Guatteria longipes
Guatteria longipes är en kirimojaväxtart som beskrevs av José Jéronimo Triana och Jules Émile Planchon. Guatteria longipes ingår i släktet Guatteria och familjen kirimojaväxter. Inga underarter finns listade i Catalogue of Life.